# نوفوشاختينسك
نوفوشاختينسك (بالروسية: Новошахтинск) هي إحدى مدن روسيا في الكيان الفدرالي الروسي روستوف أوبلاست.